# Anna Levandi
Anna Anatoljewna Levandi, z domu Kondraszowa, ros.  Анна Анатольевна Леванди (Кондрашова) (ur. 30 czerwca 1965 w Moskwie) – radziecka łyżwiarka figurowa, startująca w konkurencji solistek. Uczestniczka igrzysk olimpijskich (1984, 1988), wicemistrzyni świata (1984), czterokrotna brązowa medalistka mistrzostw Europy (1984, 1986–1988) oraz trzykrotna mistrzyni Związku Radzieckiego (1985–1987). Po zakończeniu kariery amatorskiej w 1988 roku została trenerką łyżwiarstwa figurowego w klubie Anna Levandi FSC w Tallinnie. 

## Życie prywatne
Jej mężem jest estoński kombinator norweski reprezentujący Związek Radziecki Allar Levandi.

## Osiągnięcia
| Zawody                           | 81–82          | 82–83          | 83–84          | 84–85          | 85–86          | 86–87          | 87–88          |                |                |                |                |                |                |                |                |                |                |
| Międzynarodowe                   | Międzynarodowe | Międzynarodowe | Międzynarodowe | Międzynarodowe | Międzynarodowe | Międzynarodowe | Międzynarodowe | Międzynarodowe | Międzynarodowe | Międzynarodowe | Międzynarodowe | Międzynarodowe | Międzynarodowe | Międzynarodowe | Międzynarodowe | Międzynarodowe | Międzynarodowe |
| -------------------------------- | -------------- | -------------- | -------------- | -------------- | -------------- | -------------- | -------------- | -------------- | -------------- | -------------- | -------------- | -------------- | -------------- | -------------- | -------------- | -------------- | -------------- |
| Igrzyska olimpijskie             |                |                | 5              |                |                |                | 8              |                |                |                |                |                |                |                |                |                |                |
| Mistrzostwa świata               |                | 5              | 2              | 4              | 7              | 9              |                |                |                |                |                |                |                |                |                |                |                |
| Mistrzostwa Europy               |                | 5              | 3              | 5              | 3              | 3              | 3              |                |                |                |                |                |                |                |                |                |                |
| Prize of Moscow News             |                | 2              | 2              | 3              | 2              | 3              |                |                |                |                |                |                |                |                |                |                |                |
| Krajowe                          |                |                |                |                |                |                |                |                |                |                |                |                |                |                |                |                |                |
| Mistrzostwa Związku Radzieckiego | 3              | 2              |                | 1              | 1              | 1              |                |                |                |                |                |                |                |                |                |                |                |

## Odznaczenia
- Order Gwiazdy Białej III Klasy – 2009[3]